# Hymenopyramis pubescens
Hymenopyramis pubescens là một loài thực vật có hoa trong họ Hoa môi. Loài này được Moldenke mô tả khoa học đầu tiên năm 1970.